# Alexandre (general)
Alexandre (en llatí Alexander, en grec antic Ἀλέξανδρος) fou un general macedoni, comandant de la cavalleria d'Antígon Dosó en la guerra contra Cleòmenes III d'Esparta, segons diu Polibi.
Va lluitar contra Filopemen, llavors un jove, que amb la seva prudència i valor va obligar a Alexandre a signar un acord desavantatjós a la batalla de Sel·làsia. Segurament aquest Alexandre va ser al que Antígon va nomenar guardià del jove Filip, fill de Demetri II de Macedònia. Filip, més tard, el va enviar com a ambaixador a Tebes per perseguir Megalees. Polibi també diu que sempre va manifestar un gran respecte i lleialtat pel rei.